# Estação Anthoupoli

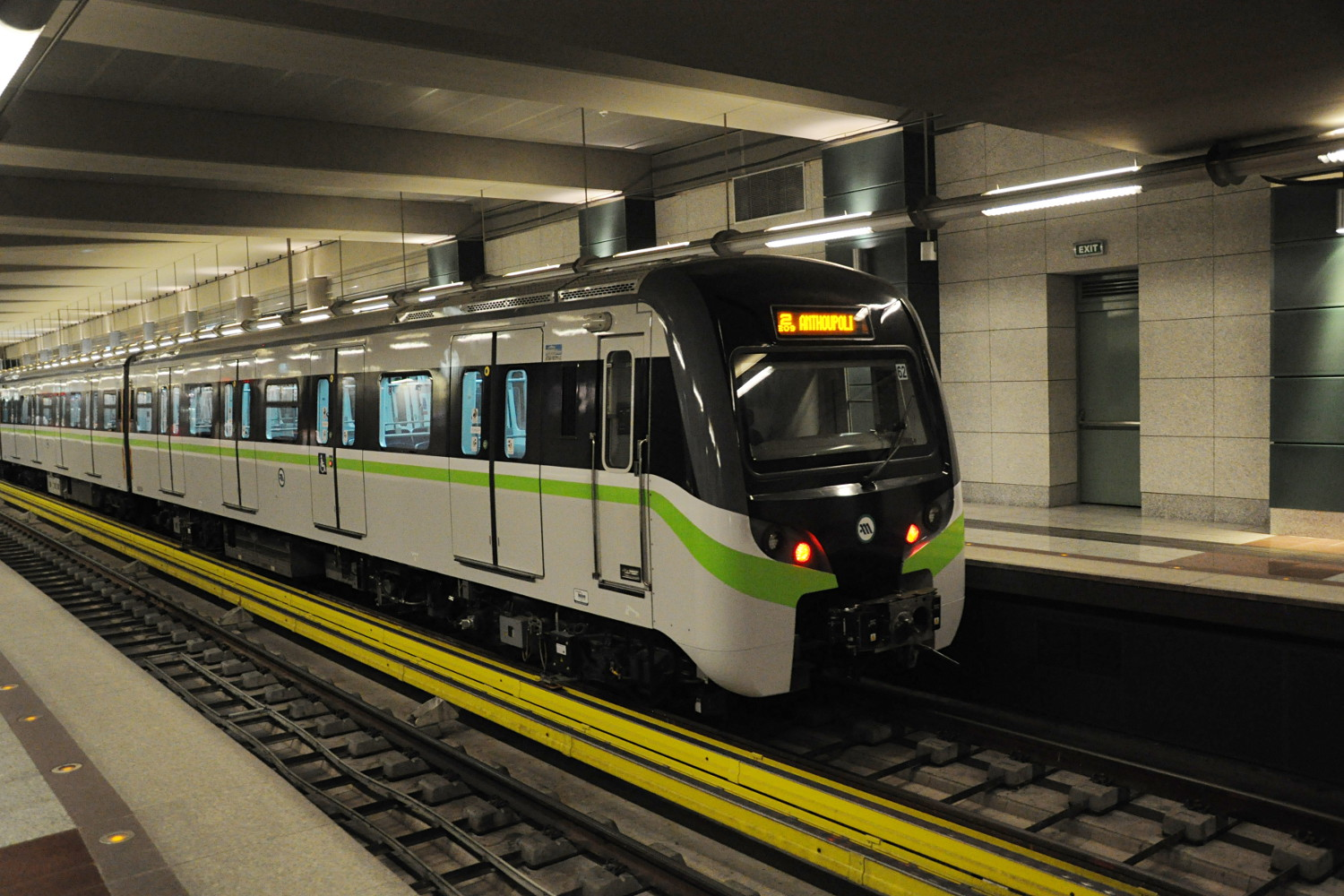
Estação Anthoupoli

Anthoupoli é uma estação do metro de Atenas inaugurada em 6 de abril de 2013. É a terminal norte da linha 2 do metro de Atenas.